# 勒菲耶
勒菲耶（法語：Le Fied，法語發音：[lə fje]）是法国汝拉省的一个市镇，位于该省中部，属于隆斯勒索涅区。

## 地理
勒菲耶（46°46'14"N, 5°43'0"E）面积8.39 平方千米，位于法国勃艮第-弗朗什-孔泰大區汝拉省，该省份为法国东部内陆省份，北起上索恩省，西北接科多尔省，西临索恩-卢瓦尔省，南至安省，东与杜省和瑞士接壤。
与勒菲耶接壤的市镇（或旧市镇、城区）包括：巴尔泰讷、费昂蒙塔涅、弗龙特奈、塞耶河畔拉杜瓦、皮卡罗、普拉讷。

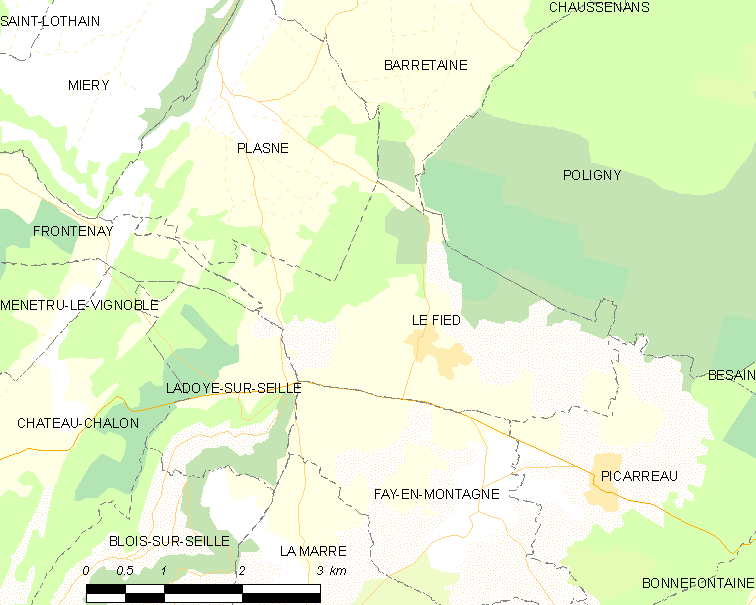
勒菲耶的OSM定位图

勒菲耶的时区为UTC+01:00、UTC+02:00（夏令时）。

## 行政
勒菲耶的邮政编码为39800，INSEE市镇编码为39225。

## 政治
勒菲耶所属的省级选区为波利尼县。

## 人口

1962-2008年间勒菲耶人口变化图示

勒菲耶于2022年1月1日时的人口数量为189人。